# László-Zsolt Ladányi
Ladányi László-Zsolt (n. 7 mai 1970, Odorheiu Secuiesc, Harghita, România) este un deputat român, ales în 2020 din partea UDMR. 